# الحدود العمانية اليمنية

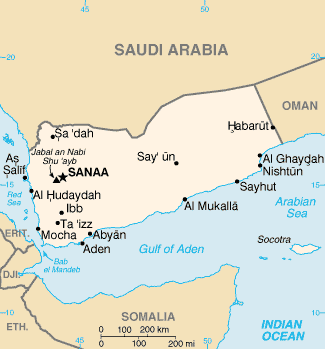
خريطة اليمن مع عمان إلى الشرق

الحدود العمانية اليمنية والتي تمتد لمسافة 294 كم (183 ميل) من النقطة الثلاثية مع المملكة العربية السعودية في الشمال إلى بحر العرب في الجنوب.

## الوصف
تتكون الحدود بشكل أساسي من خط مستقيم واحد موجه شمال غرب - جنوب شرق، من النقطة الثلاثية السعودية نزولاً إلى ساحل بحر العرب في رأس ضربة علي. الاستثناء هو مثلث صغير في منتصف المسافة تقريبًا على طول خط الحدود، والذي يمتد إلى اليمن ليشمل بلدة حبروت داخل عمان. من الناحية الطبوغرافية، تعبر الحدود صحراء الربع الخالي في الشمال وجبل قمر منجبال ظفار في الجنوب.

## تاريخ

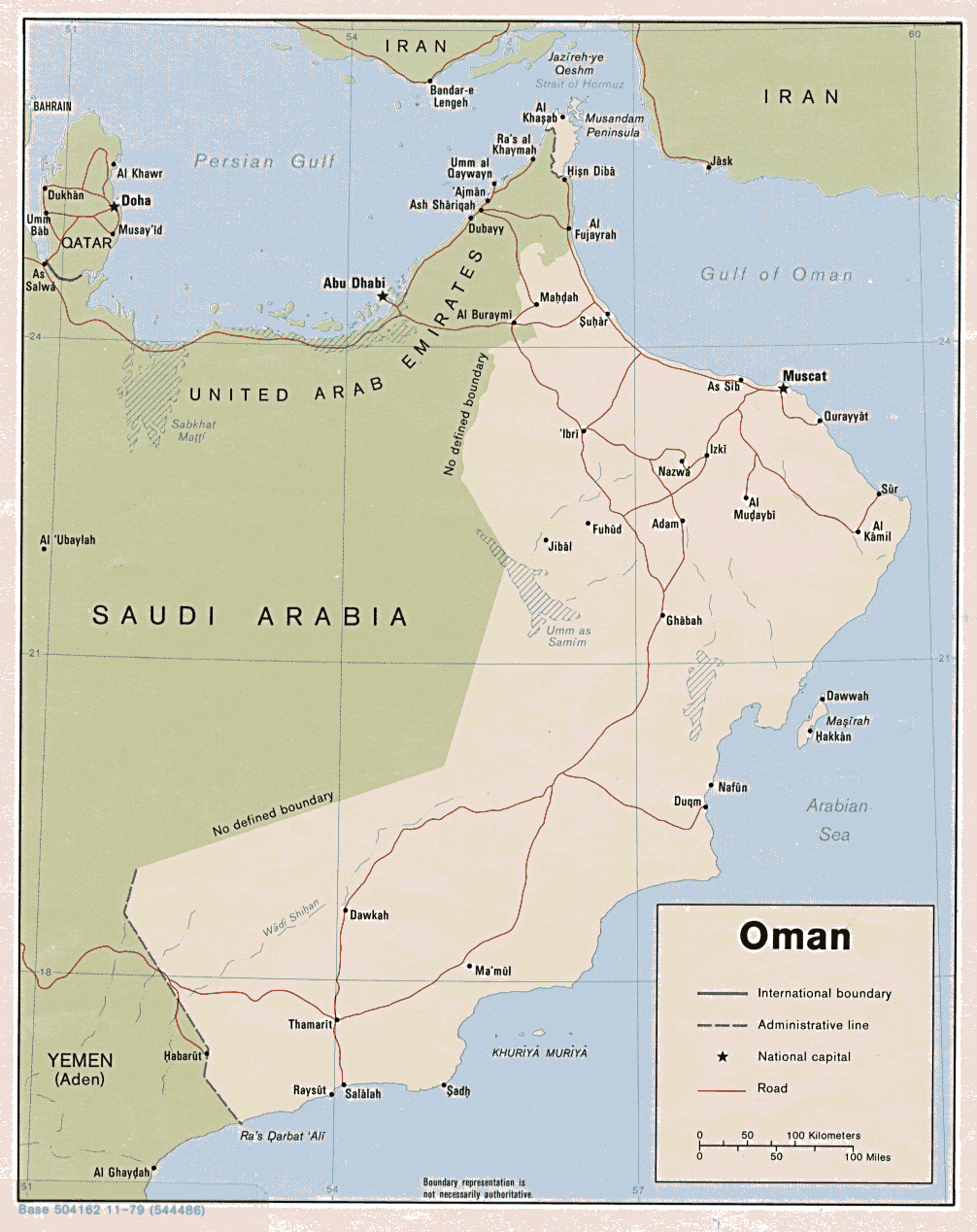
خريطة عمان من عام 1979, تظهر الحدود اليمنية على أنها غير محددة

شكل الشرق الأقصى لليمن تاريخيًا سلطنة المهرة، التي أصبحت جزءًا من محمية عدن البريطانية في عام 1866، على الرغم من احتفاظها بدرجة من الحكم الذاتي. في هذه الفترة كانت عمان تحت الحماية البريطانية غير الرسمية. كانت عُمان قد أكّدت سيطرتها على المنطقة الجنوبية الغربية من ظفار عام 1829. لم يتم ترسيم الحدود بين عدن وعمان خلال الفترة الاستعمارية، على الرغم من وثائق الحكومة البريطانية تشير إلى أن رأس ضربة علي هو أقصى نقطة غربي عمان في وقت مبكر من 1933-1935، مع تسجيل وثيقة الحكومة البريطانية أنه «تم الاتفاق على أن السؤال لم يكن مهمًا في ذلك الوقت». تنص رسالة بريطانية عام 1947 على أن «تظهر الحدود على أنها على الجانب الغربي من رأس ضربة علي في خريطة مسح لجنوب شرق شبه الجزيرة العربية 1: 2,000,000، ولكن السلطة التي قامت بهذا التحديد غير معروفة. يُعترف بالجبل محليًا على أنه الحد الفاصل بين دولة ظفار ودولة المهرة على الساحل على الأقل، على الرغم من عدم وضوح مدى تطبيق ذلك في الداخل».
في 1962-1963 تم تقسيم مستعمرة عدن إلى اتحاد الجنوب العربي في الغرب ومحمية جنوب الجزيرة العربية في الشرق، وكلاهما بقي تحت الحماية البريطانية. بعد ثورة 14 أكتوبر، انسحبت بريطانيا من عدن تمامًا وتم دمج المحميتين، وقامت جمهورية اليمن الجنوبية الشعبية في عام 1967. تولى الشيوعيون زمام الحكم في عام 1969، وأعادوا تسمية البلاد بـ «جمهورية اليمن الديمقراطية الشعبية». ظل شمال اليمن في ذلك الوقت دولة منفصلة. ظلت حدود جنوب اليمن مع عمان غير محددة، وتفاقمت العلاقات بين الدولتين خلال ثورة ظفار، حيث سمح جنوب اليمن لمتمردي ظفار الشيوعيين بالتمركز في أراضيهم، مما أدى إلى العديد من المناوشات عبر الحدود. تحسنت العلاقات في الثمانينيات، مع إعادة العلاقات الدبلوماسية بين البلدين في عام 1983.
بعد انهيار الحكومة الشيوعية في جنوب اليمن، وبقيام الوحدة اليمنية عام 1990، تم توقيع اتفاقية حدودية بين عمان واليمن في 1 أكتوبر 1992 والتي رسمت الحدود في موقعها الحالي. ظلت المنطقة الحدودية سلمية إلى حد كبير خلال الحروب الأهلية المختلفة في اليمن منذ ذلك الحين. خلال الحرب الحالية، ظلت الحدود تحت سيطرة الحكومة اليمنية، على الرغم من ورود تقارير عن تهريب أسلحة عبر الحدود، وتدخل عماني وسعودي في محافظة المهرة اليمنية.

## المعابر الحدودية
هناك معبران رئيسيان: في شحن (اليمن) - المزيونة (عمان) في الشمال، وحوف (اليمن) - صرفيت (عمان) في الجنوب.